# Stazione di Bazzana
La stazione di Bazzana è una fermata ferroviaria della ferrovia Asti-Genova a servizio della frazione Bazzana di Mombaruzzo.

## Storia
La fermata di Bazzana venne attivata il 18 giugno 1893, all'apertura del tronco da Asti a Ovada della ferrovia Asti-Genova.

## Servizi
Rete Ferroviaria Italiana classifica la fermata nella categoria bronze.